# شاوي (موسيقى)
الشاوي هي موسيقى جزائرية من الأوراس وهي عبارة عن مزيج من الموسيقى الصحراوية وإيقاعات، تعتبر الأغنية الشاوية من بين أعرق الأغاني الجزائرية، وهي تمثل موروثا حضاريا كبيرا لعب دورا مهما قبل وأثناء وبعد الثورة التحريرية، كانت ولا زالت مصدر فخر كل الجزائريين وسكان منطقة الأوراس خاصة، ومعروف أن الأغنية الشاوية عرفت وما زالت تشهد نقلة نوعية في الألحان والكلمات وحتى طريقة الآداء، أن الأغنية الشاوية في الطبع الصراوي ما تزال تعتمد على القصبة والبندير والقصبة، ويكمن التأثير السلبي في استعمال الآلات الموسيقية الحديثة على الأغنية الشاوية الحرة ولكن ذكاء الفنان وعشقه للأغنية الشاوية يجعله يستغل الآلات الحديثة في صناعة الأغنية كليفيلوا، الناي، لكوردي، القانون، الكلافي، لسانتتزور، في إنتاج فن راقي بروح شاوية أصيلة.

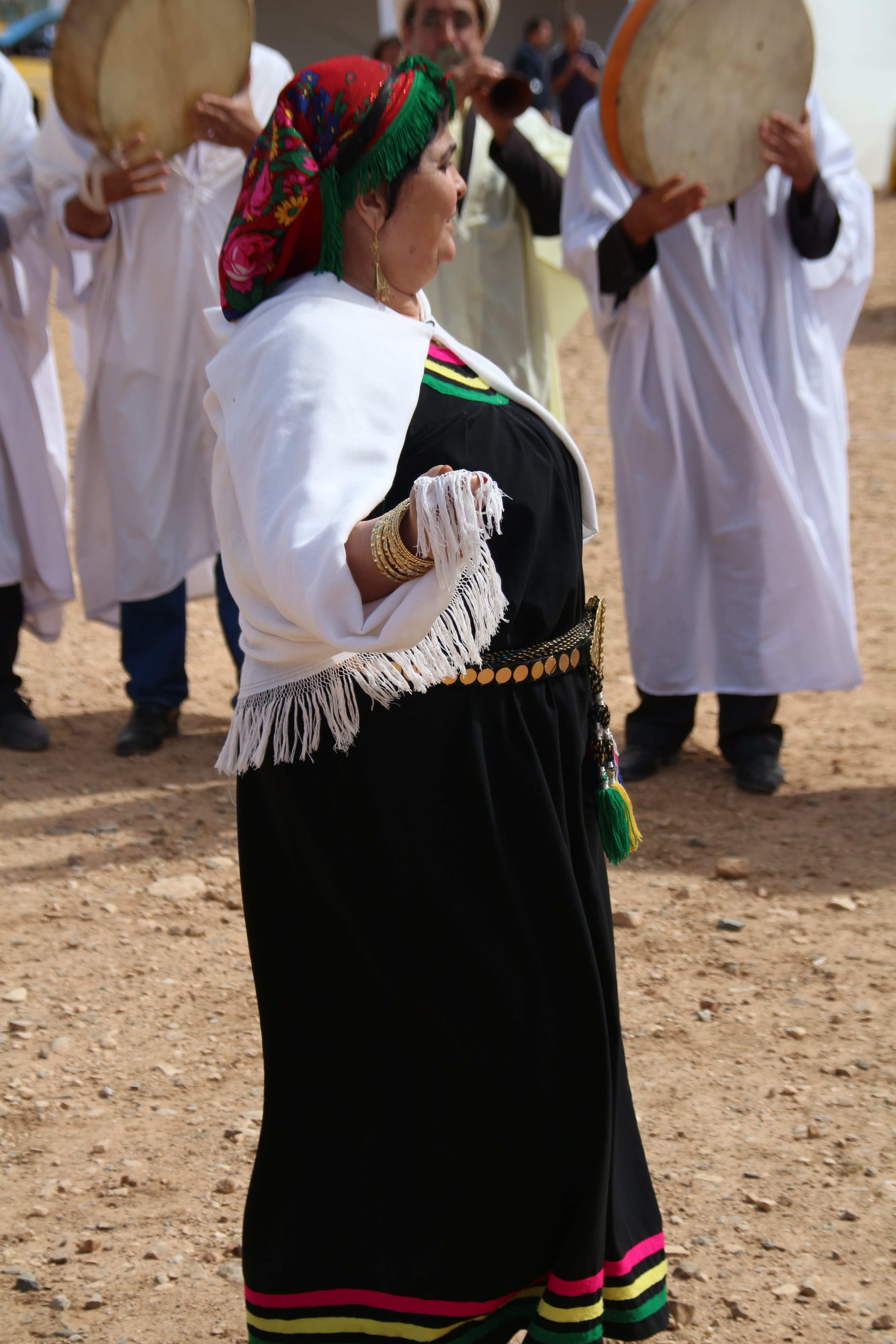
امرأة ترقص على أنغام الموسيقي الشاوية

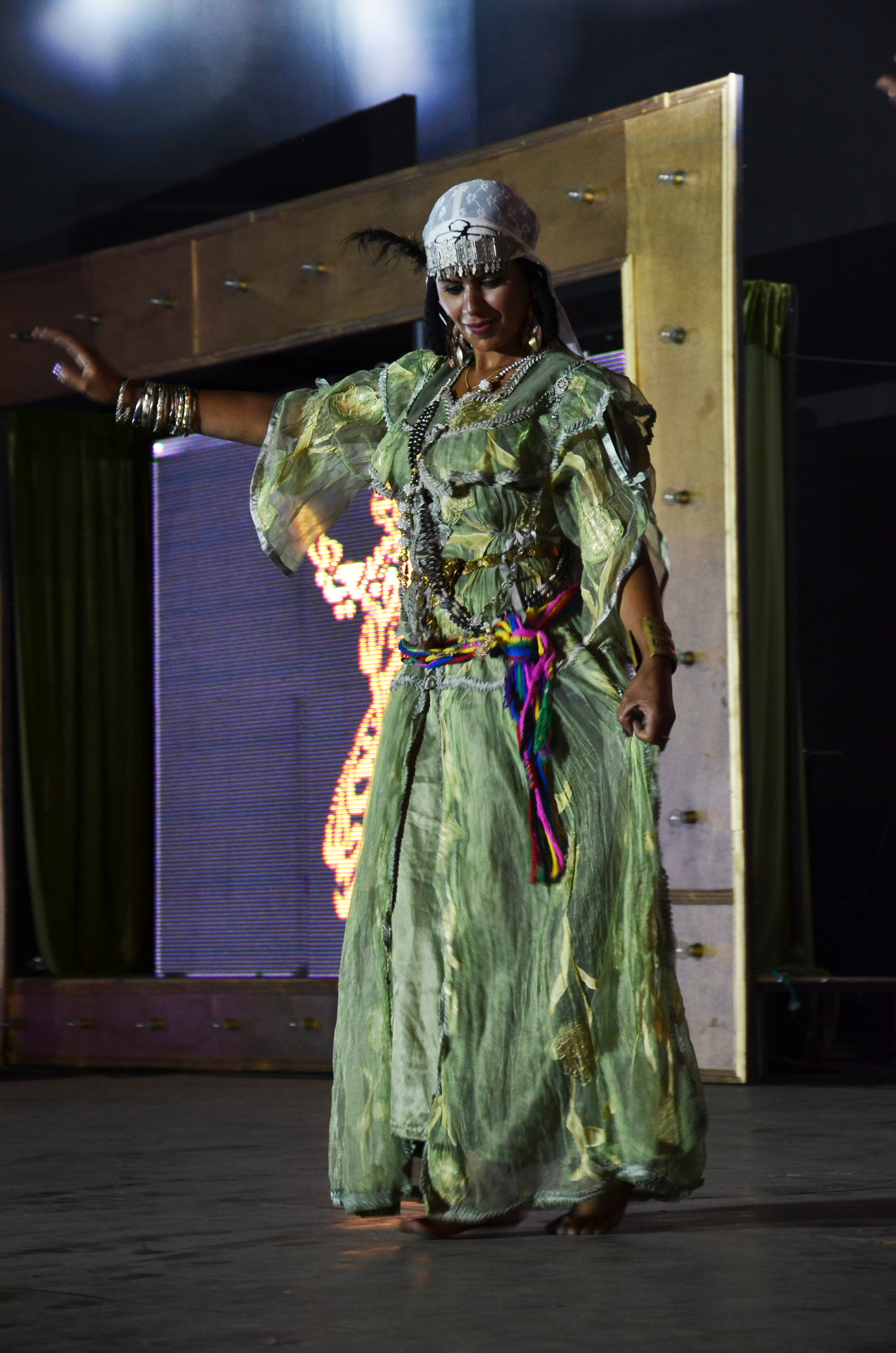
راقصة تحت الأنغام الشاوية

## فنانين
- بقار حدة،
- الشيخ بورقعة
- حورية عايشي،
- علي الخنشلي،
- عيسى جرموني
- وهشام بومعراف،
- كاتشو،
- عبد الحميد بوزاهر
- الجمعي حڨاص
- فرقة اولاد يعقوب
- ماسينيسا (علي شيبان)،
- عميروش إيغونام،
- إيثران،
- جمال صابري.